# Инаригда
Инаригда (участок Инаригда) — населённый пункт в Катангском районе Иркутской области, входит в состав Ербогаченского муниципального образования.

## География
Инаригда — самый северный населенный пункт Иркутской области, расположен на реке Нижняя Тунгуска в 213 км к северу от Ербогачёна.

## Население
| 2002 | 2010 | 2011 | 2012 |
| ---- | ---- | ---- | ---- |
| 19   | ↘12  | →12  | ↘11  |

По данным Всероссийской переписи населения 2010 года, в Инаригде проживали 8
мужчин и 4 женщины.